# Tagapul-an
Tagapul-an is een gemeente in de Filipijnse provincie Samar op het gelijknamige eiland. Bij de laatste census in 2007 had de gemeente ruim achtduizend inwoners.

## Geografie

### Bestuurlijke indeling
Tagapul-an is onderverdeeld in de volgende 14 barangays:
| - Baguiw - Balocawe - Guinbarucan - Labangbaybay - Luna - Mataluto - Nipa | - Pantalan - Pulangbato - San Jose - San Vicente - Suarez - Sugod - Trinidad |

## Demografie
Tagapul-an had bij de census van 2007 een inwoneraantal van 8.067 mensen. Dit zijn 303 mensen (3,6%) minder dan bij de vorige census van 2000. De gemiddelde jaarlijkse groei komt daarmee uit op -0,51%, hetgeen geheel afwijkt van het landelijk jaarlijks gemiddelde over deze periode (2,04%). Vergeleken met de census van 1995 is het aantal mensen met 118 (1,5%) toegenomen.

De bevolkingsdichtheid van Tagapul-an was ten tijde van de laatste census, met 8.067 inwoners op 28,7 km², 281,1 mensen per km².